# Gamma Camelopardalis
Gamma Camelopardalis (γ Camelopardalis, förkortat Gamma Cam, γ Cam), som är stjärnans Bayer-beteckning, är en misstänkt dubbelstjärna i östra delen av stjärnbilden Giraffen. Den har en skenbar magnitud på +4,66 och är synlig för blotta ögat där ljusföroreningar ej förekommer. Baserat på parallaxmätningar i Hipparcos-uppdraget på 9,1 mas beräknas den befinna sig på ca 360 ljusårs (110 parsek) avstånd från solen. 

## Egenskaper
Primärstjärnan Gamma Camelopardalis A är en blå till vit underjättestjärna av spektralklass A2 IVn. Den har en massa som är ca 3 gånger solens massa, en radie som är ca 2,5 gånger solens radie och avger ca 185 gånger mer energi än solen från dess fotosfär vid en effektiv temperatur på ca 8 900 K. Den roterar med en hög projicerad rotationshastighet på 205 km/s, vilket ger stjärnan en något tillplattad form med en ekvatorialradie som är 17 procent större än polarradien.
Till primärstjärnan ansluter en följeslagare, BD + 70 260, av magnitud 9,07, betecknad Gamma Camelopardalis C, med en vinkelseparation av 107,30 bågsekunder vid en positionsvinkel av 86° år 2011. Gamma Camelopardalis B är en visuell följeslagare av magnitud 12,40 med en separation av 56,30 bågsekunder vid positionsvinkeln 247°.